# Matthias Langkamp
Matthias Langkamp (Espira, Alemania, 24 de febrero de 1984) es un exfutbolista alemán. Jugaba de defensa y fue profesional entre 2004 y 2011.

## Selección nacional
Ha sido internacional en una ocasión con el equipo B de Alemania.

## Clubes
| Club                    | País     | Año       |
| ----------------------- | -------- | --------- |
| Arminia Bielefeld       | Alemania | 2004-2005 |
| VfL Wolfsburg           | Alemania | 2005-2006 |
| Grasshopper-Club Zürich | Suiza    | 2006-2007 |
| Arminia Bielefeld       | Alemania | 2007-2008 |
| Panionios FC            | Grecia   | 2008-2009 |
| Karlsruher SC           | Alemania | 2009-2011 |